# Савенково (Белгородская область)
Савенково — село в Чернянском районе Белгородской области. Входит в состав Ольшанского сельского поселения.

## География
Находится в северо-восточной части Белгородской области, в лесостепной зоне, в пределах Среднерусской возвышенности, на правом берегу реки Ольшанки, к югу от автодороги 14К-21, на расстоянии примерно 13 километров (по прямой) к северо-западу от Чернянки, административного центра района. Абсолютная высота — 132 метра над уровнем моря.

### Климат
Климат характеризуется как умеренно континентальный, с холодной зимой и продолжительным тёплым летом. Среднегодовая температура воздуха — 6,3 °C. Средняя температура воздуха самого холодного месяца (января) — −8,4 °C (абсолютный минимум — −37 °C); самого тёплого месяца (июля) — 20,3 °C (абсолютный максимум — 42 °C). Безморозный период длится в среднем 157 дней. Годовое количество атмосферных осадков — 462 мм, из которых большая часть выпадает в период с апреля по октябрь. Снежный покров держится около 109 дней.

### Часовой пояс
Село Савенково как и вся Белгородская область, находится в часовой зоне МСК (московское время). Смещение применяемого времени относительно UTC составляет +3:00.

## Население
| 2002 | 2010 |
| ---- | ---- |
| 128  | ↘115 |

### Половой состав
По данным Всероссийской переписи населения 2010 года в гендерной структуре населения мужчины составляли 51,3 %, женщины — соответственно 48,7 %.

### Национальный состав
Согласно результатам переписи 2002 года, в национальной структуре населения русские составляли 98 %.